# Jan Wenig
Jan Wenig (23. června 1905 Královské Vinohrady – 20. března 1979 Praha) byl český spisovatel a rozhlasový publicista.

## Život

### Mládí a studia
Byl synem spisovatele a pedagoga Adolfa Weniga a Pavlíny (Pauliny), rozené Korbové, dcery pražského obchodníka. Rodina žila na Královských Vinohradech. Kromě otce bylo v rodině několik dalších osobností z oblasti kultury: Josef Wenig (otcův bratr, strýc), Adolf Wenig ml. (bratr, výtvarník), František Adolf Šubert (prastrýc, bratr babičky), Vojtěch Kristián Blahník (manžel otcovy sestry, divadelní teoretik), Frank Wenig, spisovatel (Janův pradědeček byl děda Františka Weniga).
Jan Wenig maturoval na v roce 1924 na reálném gymnáziu na Vinohradech a vystudoval pražskou filozofickou fakultu, obor srovnávací dějiny literatur a dějiny divadla. Promoval v roce 1930.

### Redaktor a kulturní publicista
V letech 1931–1933 byl zaměstnán jako knihovník v Národní knihovně v Praze. Poté byl do roku 1937 zaměstnán jako redaktor časopisu Radiojournal. Od roku 1937 až do roku 1966 pracoval v pražském rozhlasu a byl autorem řady rozhlasových pořadů. V rozhlase vystupoval s vlastními pořady a přednáškami.

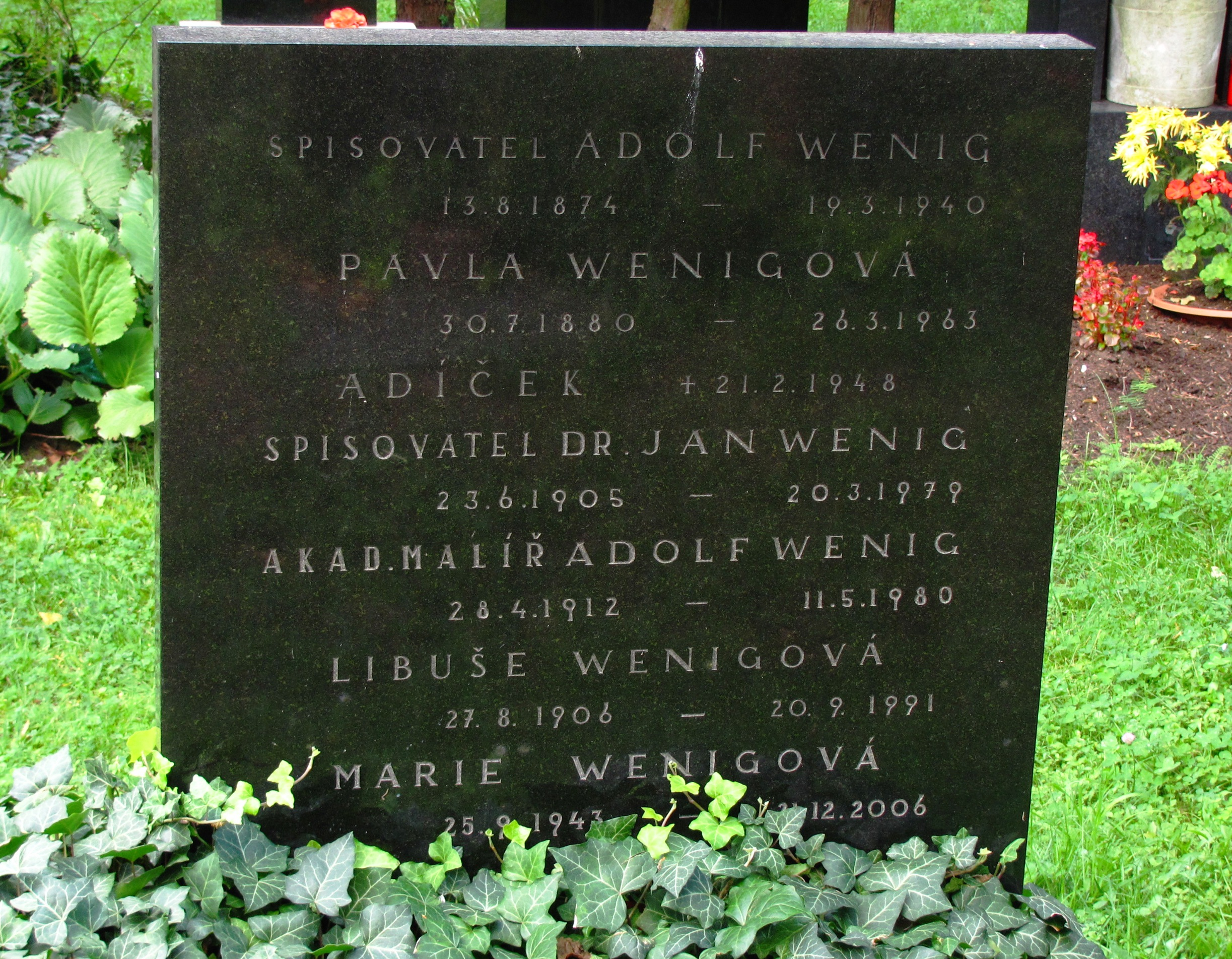
Hrob rodiny Wenigů na pražském Vinohradském hřbitově

Byl správcem pozůstalosti svého otce Adolfa Weniga. Je pochován v rodinném hrobě na Vinohradském hřbitově (oddělení PA-S, č. hrobu 26).

## Dílo (výběr)
V počátcích vydával dívčí romány. V době okupace se zvýšil jeho zájem o národní minulost a umění. Po válce se především věnoval kulturnímu místopisu Prahy.

### Knižní vydání (výběr, první vydání)
- Detektivní dobrodružství Jirky Bartoše (Ilustroval Jiří Wowk, Praha, Šolc a Šimáček, 1934)
- Jarča dělá módu (ilustroval Ada Wenig, Praha, Šolc a Šimáček, 1935)
- Panenka pro štěstí (dívčí román, ilustroval O. Cihelka, Praha, Alois Hynek, 1936)
- Vánoční vlak (hra o dětech a andělích ve 12 obrazech, napsali Adolf a Jan Wenigové, Praha, Nakladatelské družstvo Máje, 1936)
- Za volantem (dívčí román, ilustroval M. Niederle, Praha, Šolc a Šimáček, 1936)
- Madla zpívá Evropě (dívčí román, též zfilmováno, Praha, 1938)
- Studentka Olga (pod pseudonymem J.E. Martin, Praha, Vlad. Zrubecký, 1938)
- Ostrov, o kterém všichni sníme (s ilustracemi Adolfa Weniga ml. a s obálkou V. Pátka, Praha, Jos. R. Vilímek, 1940)
- Praha matička (hra se zpěvy pro mládež v osmi obrazech, úprava Míla Mellanová ; texty písní K. M. Walló, hudba Jan Seehák, Praha, Divadelní knihkupectví a nakladatelství Fr. Švejda, 1940)
- Žlutá růže Josefa Mánesa (rozhlasový román o 12 kapitolách, napsali Josef Richard Marek a Jan Wenig, Praha, Pražská akciová tiskárna, 1940)
- Matička Praha vypravuje – putování starou Prahou (Praha, Jar. Tožička, 1941)
- První film septimánky Sylvy (Praha, B. Smolíková-Mečířová, 1941)
- Márinčino dětství (obrázky a obálka Adolfa Weniga ml., Praha, Českomoravský Kompas, 1942)
- Jiřík Borkovec ze Zálezla (obálka a ilustrace Adolf Wenig ml., Praha, Jaroslav Tožička, 1943)
- Slza na rukávě (Praha, Nová osvěta, 1948 Zobrazení exemplářů s možností jejich objednání
- Chrám chrámů : Dějiny – Památky – Legendy (Česká katolická Charita, 1955)
- Filmoví herci o sobě (Praha, Orbis, 1959)
- Byli v Praze (Praha, Státní hudební vydavatelství, 1962) Zobrazení exemplářů s možností jejich objednání
- Prahou za hudbou : Toulky, zastavení, zamyšlení (Il. Cyrila Boudy, Praha, Orbis, 1972)
- Co vyprávěly staré pražské domy (ilustroval a graficky upravil Cyril Bouda, Praha, Panorama, 1982)

### Filmografie
Dr. Jan Wenig byl autorem námětů filmů:
- Madla zpívá Evropě (podle novely J.W, režie Václav Binovec, hl. role Zdenka Sulanová, 1940)
- Alena (povídku Františka Kubky upravil J.W., režie Miroslav Cikán, hl. role Miluše Zoubková a Vítězslav Vejražka, 1947)

Scénář:
- Tanečnice (spoluautor scénáře (s Fr. Čápem), text písně; režie František Čáp, hlavní role Marie Glázrová, 1943)

Jazykový poradce:
- Pancho se žení (režie Rudolf Hrušínský a František Salzer, hlavní role Rudolf Hrušínský, 1946)

### Rozhlas
Jan Wenig pravidelně vystupoval v rozhlase s osvětovými pořady.  Byl autorem stovek drobných rozhlasových pořadů a rozhovorů, zejména s herci.

### Ostatní
- Spoluautor operního libreta Balada o lásce (podle Zikmunda Wintera), skladatele Jaroslava Doubravy
- Autor operního libreta Pražské nokturno skladatele Zbyňka Vostřáka
- Ač zemřeli, ještě mluví (vinylová deska, z dokumentárních záznamů čs. rozhlasu připravil J.W., hlasy Josefa Čapka, Gabriely Preissové aj.)[8]

## Zajímavost
Námětem rozhlasových pořadů Jana Weniga nebyla jen kultura, ale např. i civilní obrana – téma "Zabezpečujeme dům proti leteckému útoku" v roce 1938.